# Мемориальный ботанический сад Г. А. Демидова

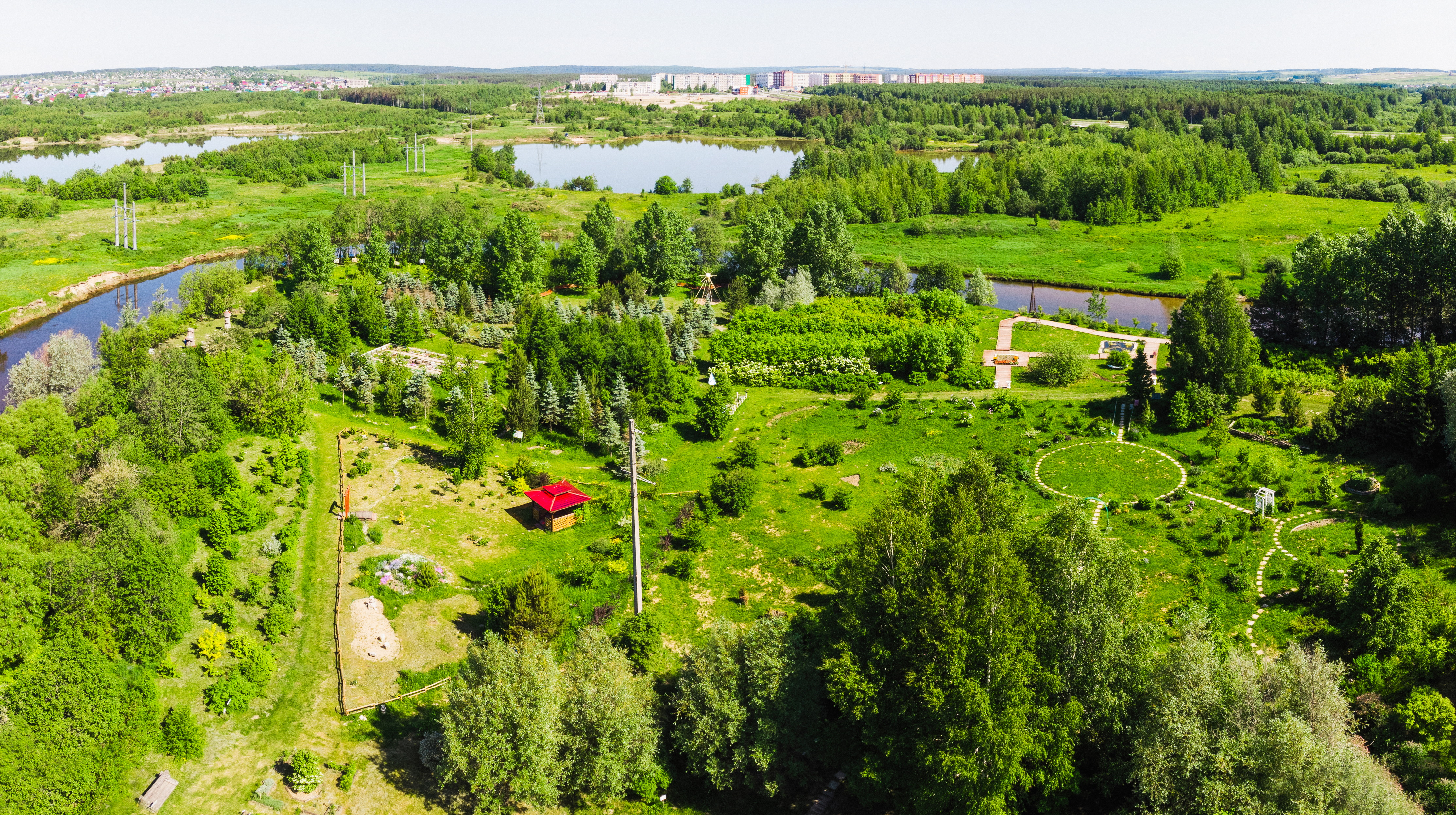
Соликамский ботанический сад

Мемориальный ботанический сад Г. А. Демидова — первый в России частный ботанический сад, основанный уральским промышленным предпринимателем Григорием Акинфеевичем Демидовым в 1730-е гг. в селе Красное, ныне территория г. Соликамск (Пермский край). В настоящее время сад является частью туристического маршрута «Зелёная линия».

## История
Датой закладки ботанического сада принято считать лето 1731 года.
Благодаря активному сотрудничеству с отечественными и зарубежными ботаниками (в частности, с такими учеными-натуралистами как К. Линней и Г. Стеллер), Демидову удалось собрать поистине уникальную коллекцию, включавшую в себя не только характерные для Урала и Сибири деревья и кустарники, но также множество теплолюбивых растений из тропических и субтропических зон планеты: кофе, кактусы, алоэ, агавы, амариллисы, канны, гиацинты, ананасы, олеандр, лавр, мирт, лимон, банан.
В 1761 году, после смерти Григория Демидова, сад перешел во владение к его старшему сыну, Александру. С его помощью братом Григория Демидова, Прокофием, была перевезена значительная часть образцов (семена редких растений) в имение Нескучное в Москве, где был впоследствии создан один из главных пейзажных парков России.
Покупка сада местным предпринимателем А. Ф. Турчаниновым в 1772 году не привнесла никаких положительных изменений в дальнейшем его развитии. После смерти заводчика ботанический сад постепенно приходил в упадок, а в 1810 году прекратил свое существование.
В настоящее время мемориальный ботанический сад Г. А. Демидова был воссоздан дендрологом-энтузиастом А. М. Калининым в 1994 году. Сад был разбит на окраине города, в излучине Усолки. В дальнейшем была освоена и населена коллекцией и тематически оформлена все территория в семь гектаров.
Сад является членом Совета ботанических садов Урала и Поволжья и Совета ботанических садов России. Здесь проводятся работы по интродукции растений, изучению биологического разнообразия флоры Урала, сохранению генофонда редких и исчезающих видов растений. В настоящее время коллекция древесных растений насчитывает свыше 400 видов, форм и сортов растений. Цветочно-декоративные растения представлены 700 таксонами. Наиболее крупными являются коллекции гладиолусов, георгин, флоксов, пионов, ирисов, нарциссов, лилий, астильб.
В настоящее время Мемориальный ботанический сад в Соликамске работает в следующих направлениях:
— научно-исследовательская деятельность;
— возрождение исторического ботанического сада;
— повышение уровня экологического и исторического образования.
Успешно реализуется задача воссоздания исторической коллекции XVIII века в саду Григория Акинфиевича Демидова. По состоянию на 2020 г. в Мемориальном саду произрастали 97 видов растений из списка Ивана Лепехина, который он зафиксировал в 1771 году. Возрождёнными в этой коллекции стали 21 таксон — оранжерейные виды, 77 таксонов открытого грунта, из них: 8 видов — однолетние, 14 — древесно-кустарниковые, остальные — многолетние травянистые растения. На все растения из исторического списка устанавливаются специальные этикетки, оформлена отдельная экспозиция по данной теме и продолжается поиск растений для её пополнения.
По состоянию на 2020 год в коллекции открытого грунта насчитываются 2047 таксонов, из них — 519 древесных и 1528 травянистых многолетников. Произрастают в саду редкие и охраняемые растения:
из «Красной книги» Пермского края — 40 видов.
из «Красной книги» Среднего Урала — 31 вид.
из «Красной книги» Российской Федерации — 36 видов. Коллекция редких растений регулярно пополняется.
С 2012 год ежегодное количество посетителей сада выросло с 1,9 тысяч до 20 тысяч человек в 2020 году.

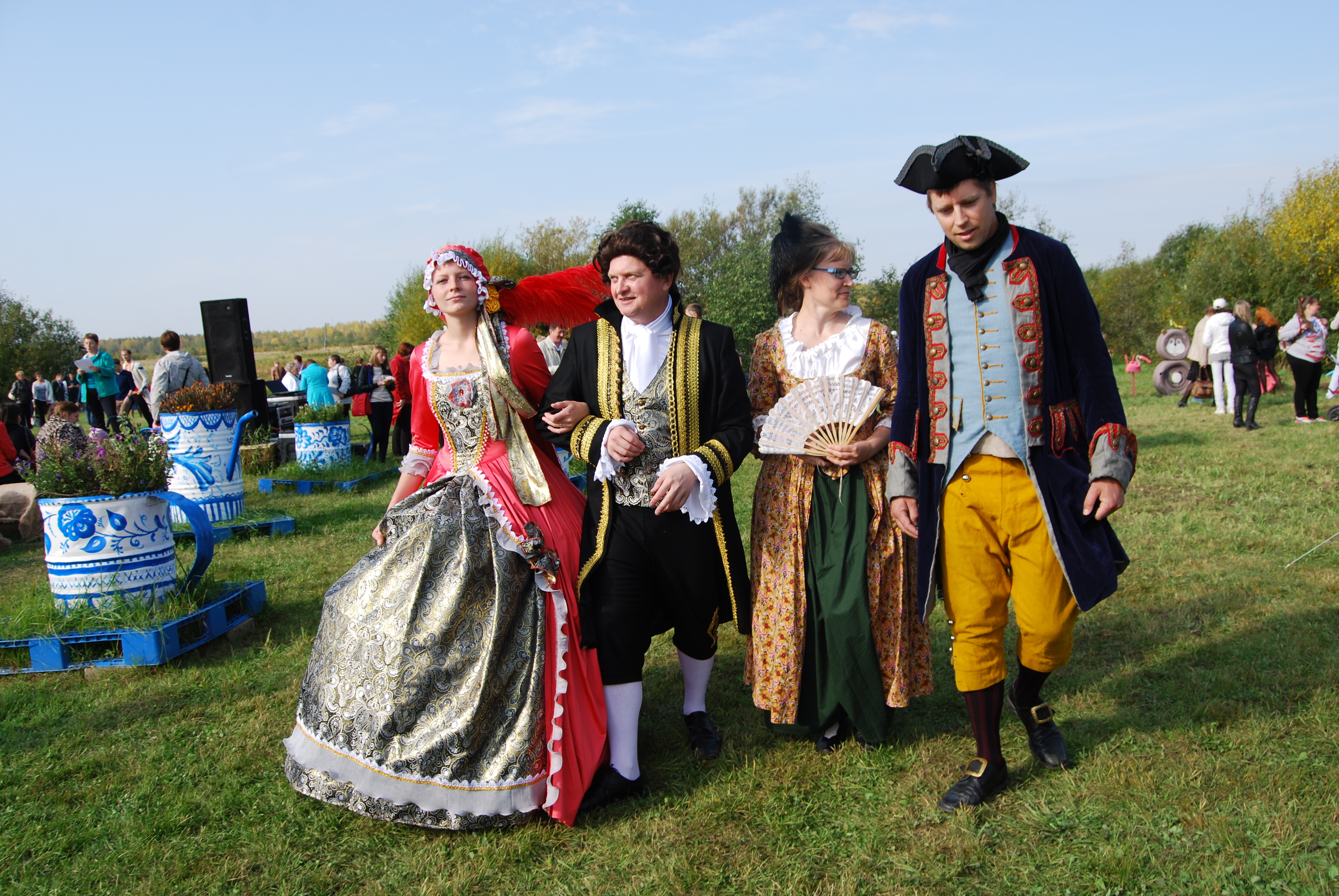
Костюмированная встреча семьи Демидовых и Карла Линнея

## Примечания

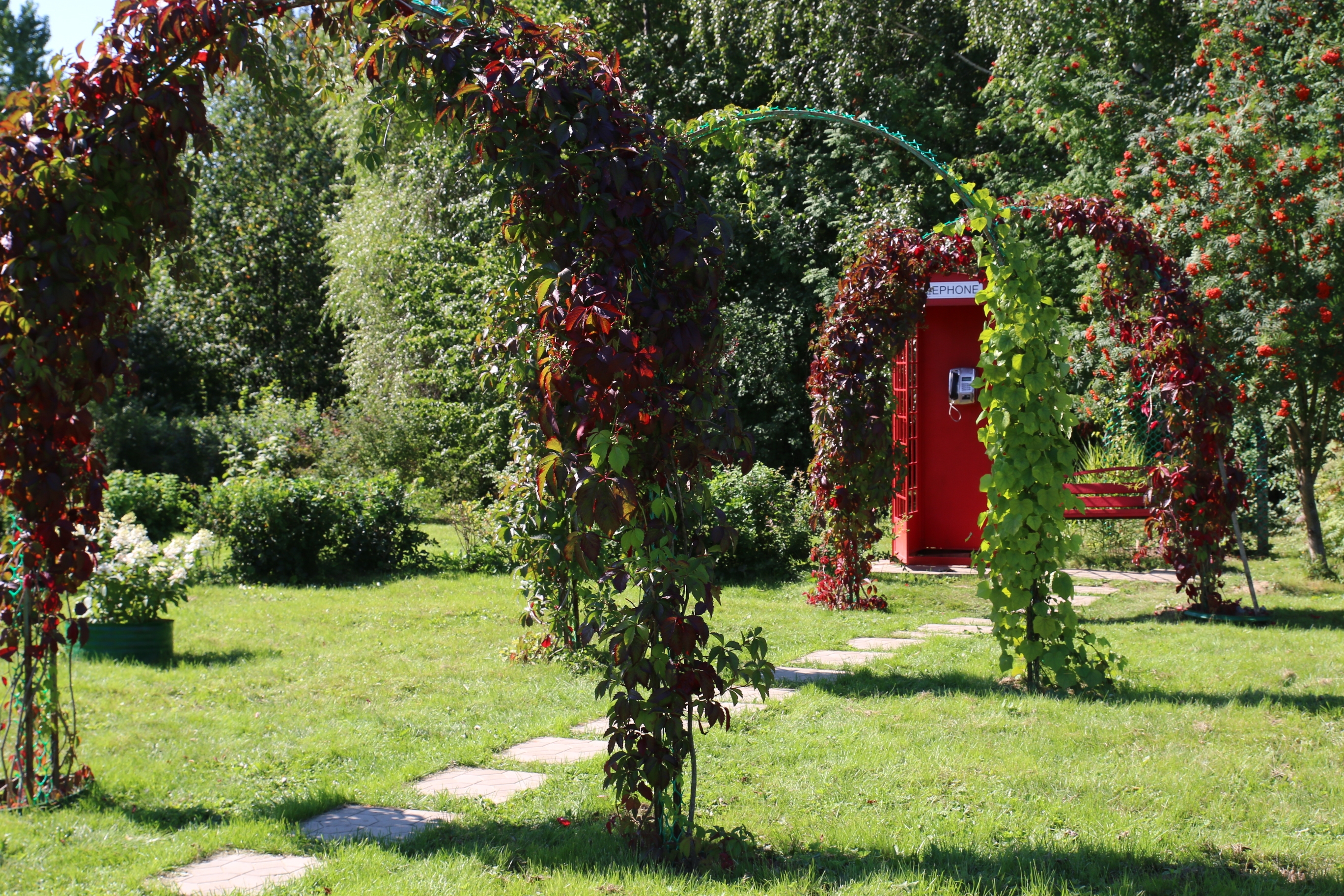
Арки экспозиции "Английского коттеджного сада"

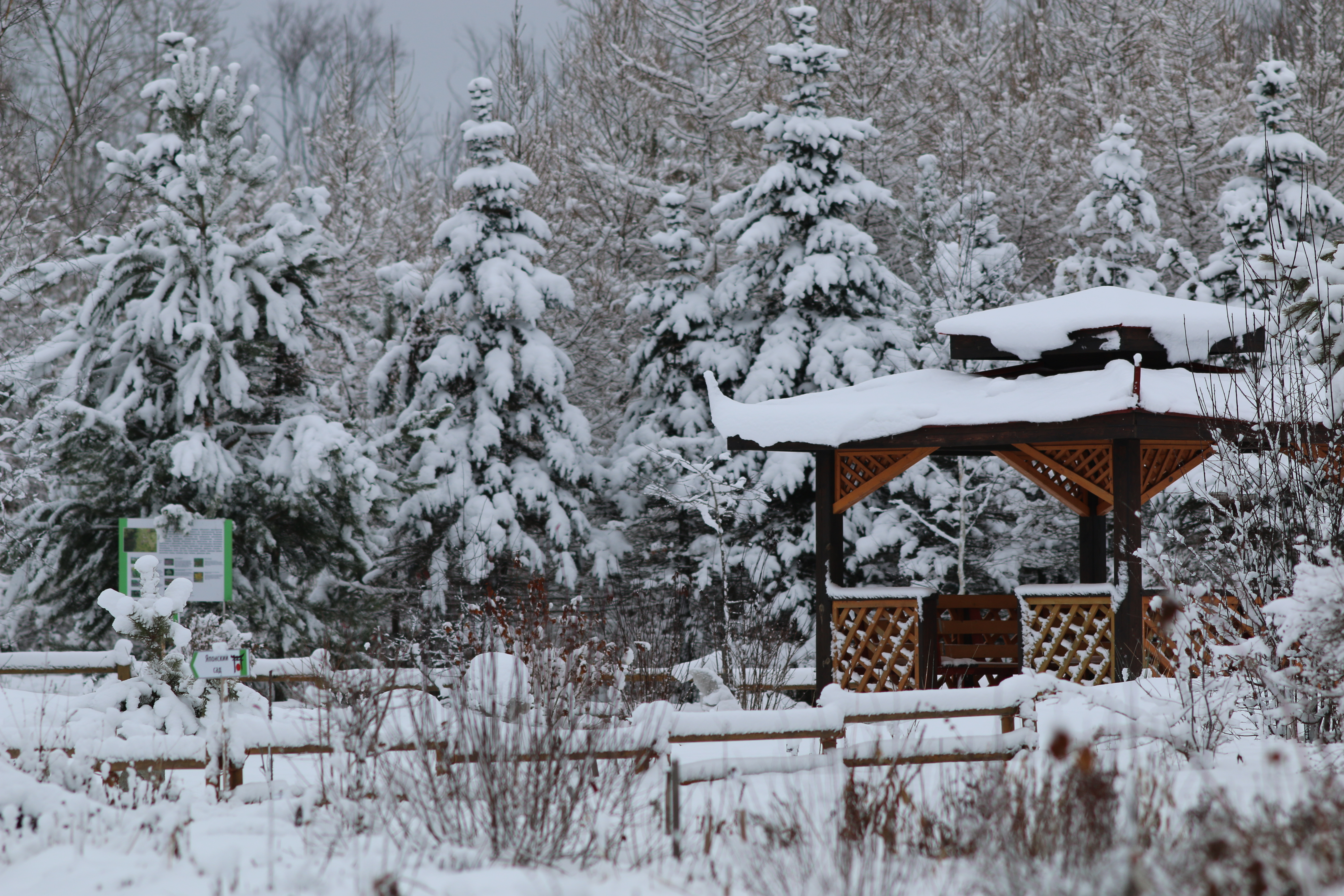
Японская площадка в Соликамском ботаническом саду